# Bob Day (atleet)
Robert Winston ("Bob") Day (Los Angeles, 31 oktober 1944 – Irvine, Californië, 15 maart 2012) was een Amerikaanse langeafstandsloper. Hij nam eenmaal deel aan de Olympische Spelen, maar won hierbij geen medailles.

## Loopbaan
In 1964 verbeterde Day het toenmalige nationale record op de mijl en stelde dit op 3.56,4. 
Day nam in 1968 deel aan de Olympische Spelen in Mexico en kwam uit op de 5000 m. Hij behaalde slechts de zesde plaats in zijn heat en was dus in de eerste ronde al uitgeschakeld. 
In oktober 2011 werd bij Bob Day blaaskanker geconstateerd. Deze ziekte werd hem een half jaar later, op 15 maart 2012, fataal.

## Titels
- Amerikaans kampioen 5000 m - 1968
- NCAA-kampioen 1 Eng. mijl - 1965

## Persoonlijk record
| Onderdeel   | Prestatie             | Jaar |
| ----------- | --------------------- | ---- |
| 880 yd      | 1.50,3                | 1964 |
| 1500 m      | 3.41,6                | 1967 |
| 1 Eng. mijl | 3.56,4 (ex-nat. rec.) | 1965 |
| 2 Eng. mijl | 8.35,4                | 1965 |
| 5000 m      | 13.40,2               | 1968 |